# Dongo (Lombardei)
Dongo ist eine Kleinstadt mit 3168 Einwohnern (Stand 31. Dezember 2023) in der italienischen Provinz Como, Region Lombardei.

## Geographie
Der Ort liegt am nordwestlichen Ufer des Comer Sees. Die Fläche der Gemeinde umfasst 7 km². Der Schutzpatron des Ortes ist Santo Stefano. Die Gemeinde liegt auf dem Delta des Albano Flusses.
Die Nachbargemeinden sind Colico (LC), Gravedona ed Uniti, Garzeno, Musso, Pianello del Lario und Stazzona.

## Geschichte
In der Römerzeit führte die Via Regina, eine römische Straße, die den Flusshafen von Cremona mit Clavenna (Chiavenna) verband und durch Mediolanum (Mailand) führte, durch Dongo.
In der kommunalen Zeit war Dongo ein befestigtes Dorf, das aus dem Kern von Martinico entstand.
In den Anhängen zu den Statuten von Como aus dem Jahr 1335 wird Dugno als die Gemeinde genannt, die innerhalb der Pfarrei von Dongo für die Instandhaltung der Strecke der Via Regina vom cantono vinee canonicorum de Dugno ... bis zum capud montis de Sancto Grigorio et ponte de Dugno zuständig war.
Zur Zeit des Herzogtums Mailand, ab dem Ende des fünfzehnten Jahrhunderts, folgte Dongo für etwa drei Jahrhunderte dem Schicksal der Fehde der so genannten Tre Pievi Superiori von Dongo, Gravedona und Sorico.
Ein Dokument aus dem Jahr 1465 ist der erste Hinweis auf das Vorhandensein bedeutender Eisenminen in diesem Gebiet. Diese Bergwerke und die Anlagen zur Eisenverarbeitung gingen 1771 in den Besitz der Brüder Giacomo und Antonio Mainoni über, die sie bis 1792 betrieben. Dann wurden sie von der Familie Rubini übernommen, die den ersten Holzkohlehochofen zur Herstellung von Gusseisen errichtete. Im Jahr 1839 wurde das Unternehmen in Rubini-Scalini-Falck umbenannt, und daraus entstand die Falck-Eisen- und Stahlindustrie.
Im Jahr 1751 umfasste das Gebiet der Gemeinde Dongo bereits die Ortschaften Chiodera, Molini, Barbignano, Camperio, Meglia, Mossenzonico und Sant’Ambrogio. Im Jahr 1934 wurde ein unbewohntes Gebiet des Gemeindegebiets von Dongo mit dem von Musso zusammengelegt. 
Hier wurde Benito Mussolini, der im April 1945 (gegen Ende des Zweiten Weltkriegs) in einem deutschen Truppentransport in das Veltlin fliehen wollte, von Partisanen erkannt und mit weiteren führenden Faschisten wie Alessandro Pavolini, Ferdinando Mezzasoma und Nicola Bombacci gefangen genommen; sie wurden am folgenden Tag im Weiler Giulino in der ehemaligen Gemeinde Mezzegra getötet.

## Bevölkerung
| Bevölkerungsentwicklung | Bevölkerungsentwicklung | Bevölkerungsentwicklung | Bevölkerungsentwicklung | Bevölkerungsentwicklung | Bevölkerungsentwicklung | Bevölkerungsentwicklung | Bevölkerungsentwicklung | Bevölkerungsentwicklung | Bevölkerungsentwicklung | Bevölkerungsentwicklung | Bevölkerungsentwicklung | Bevölkerungsentwicklung | Bevölkerungsentwicklung | Bevölkerungsentwicklung | Bevölkerungsentwicklung | Bevölkerungsentwicklung |
| ----------------------- | ----------------------- | ----------------------- | ----------------------- | ----------------------- | ----------------------- | ----------------------- | ----------------------- | ----------------------- | ----------------------- | ----------------------- | ----------------------- | ----------------------- | ----------------------- | ----------------------- | ----------------------- | ----------------------- |
| Jahr                    | 1861                    | 1871                    | 1881                    | 1901                    | 1911                    | 1921                    | 1931                    | 1936                    | 1951                    | 1961                    | 1971                    | 1981                    | 1991                    | 2001                    | 2011                    | 2021                    |
| Einwohner               | 1356                    | 1477                    | 1524                    | 1793                    | 1974                    | 1938                    | 2234                    | 2338                    | 2795                    | 3411                    | 3544                    | 3482                    | 3405                    | 3468                    | 3489                    | 3253                    |

## Sehenswürdigkeiten
- Pfarrkirche Santo Stefano (1716)[2]
- Kirche Santa Maria (1905) im Ortsteil Martinico[3]
- Wallfahrtskirche und Kloster Madonna delle Lacrime (1607), mit merkwürdige Gemälde[4]
- Palazzo Manzi (1803), Gemeindehaus[5]

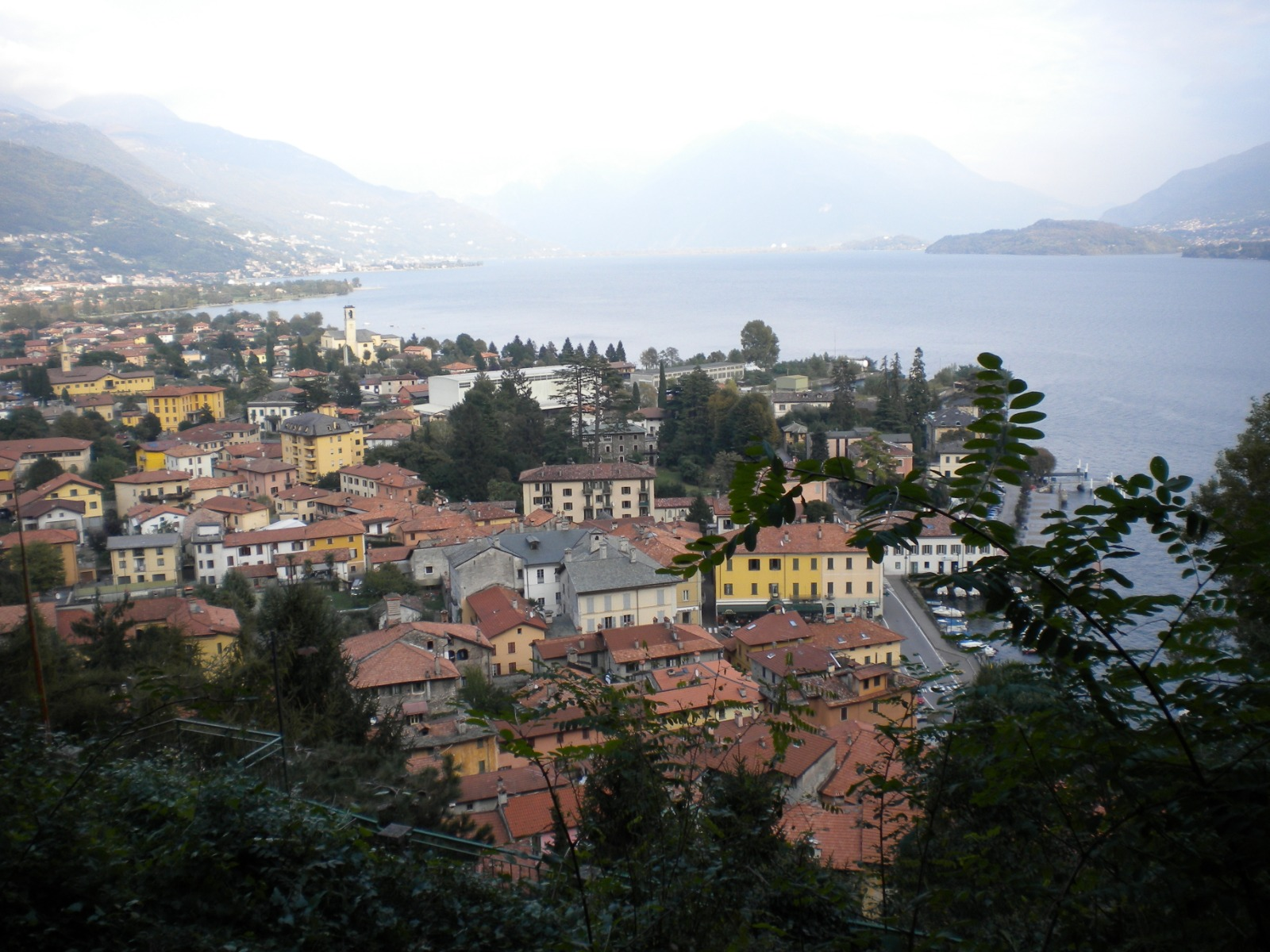
Panorama von Dongo

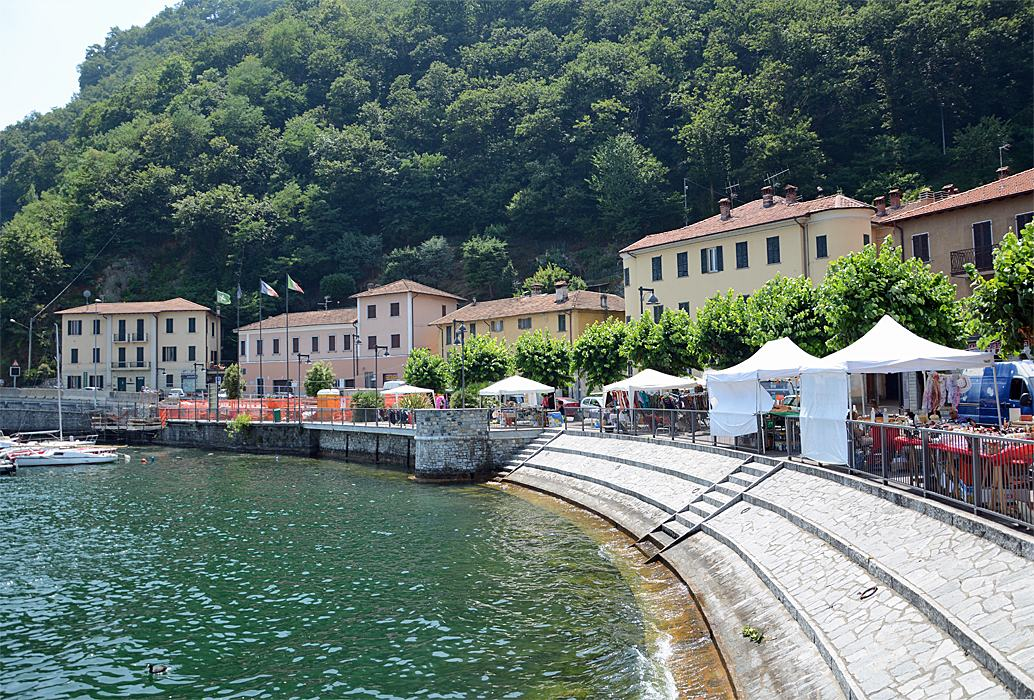
Dongo am Comersee

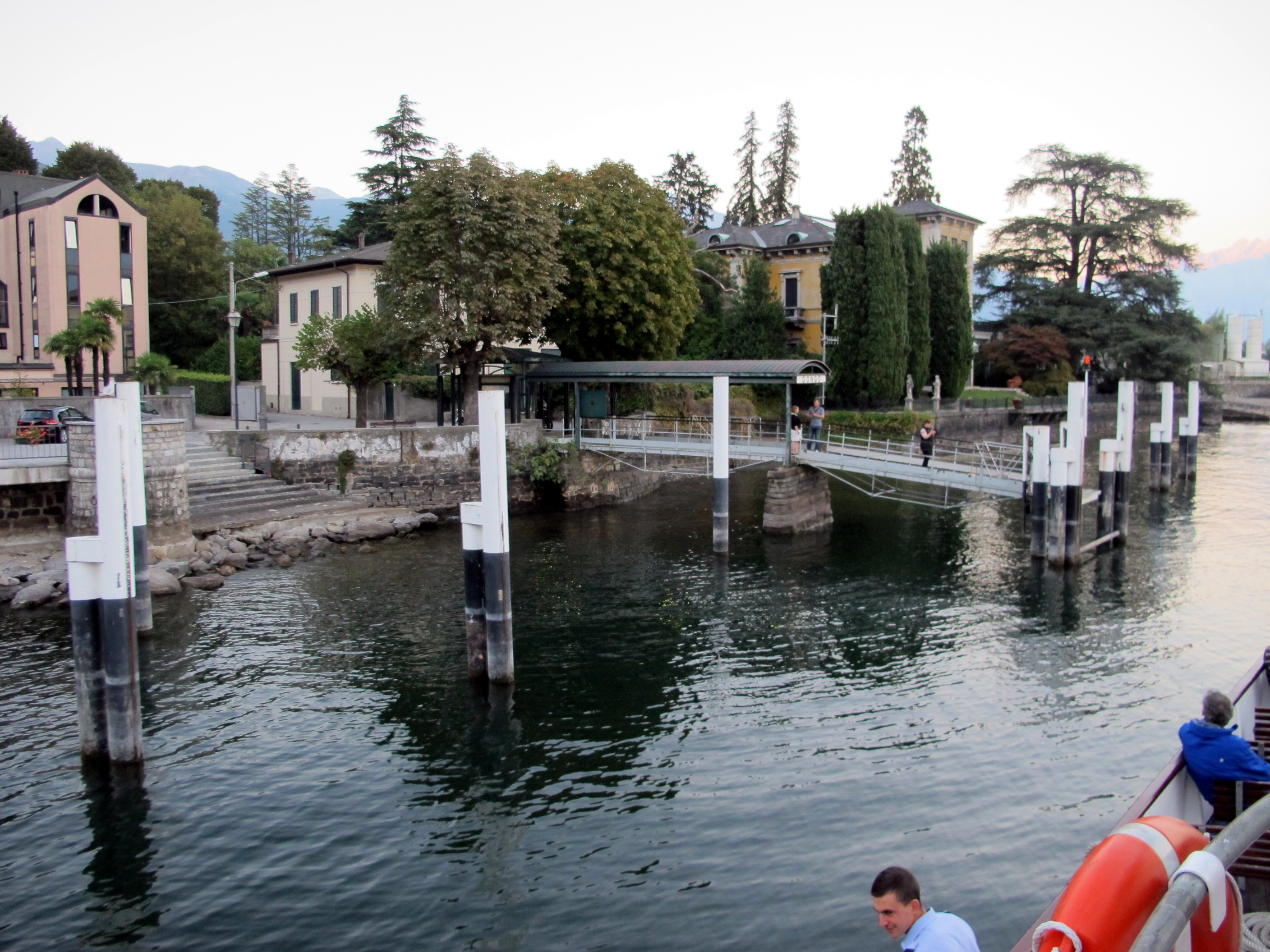
Schiffsanlegestelle von Dongo

- Kirche San Gottardo (1652)[6]

## Persönlichkeiten
- Anna Vertua Gentile (* 1846 in Dongo; † 23. November 1926 ebenda), Schriftstellerin, Lehrerin
- Stefano Gobbi (1930–2011), katholischer Geistlicher und Gründer der Marianischen Priesterbewegung
- Giulio Rubini (* 1. März 1844 in Dongo; † 24. Juni 1917 in Mailand), Politiker
- Giorgio Enrico Falck (* 12. Mai 1866 in Dongo; † 12. Januar 1947 in Sanremo), Politiker, Unternehmer
- Ferdinando Mezzasoma (* 3. August 1907 in Rom; † 28. April 1945 in Dongo), Politiker, Faschist
- Alessandro Pavolini (1903–1945), Politiker und Journalist
- Fabio Ferrario (* 9. Mai 1942 in Dongo), Fußballspieler